# Регистарске ознаке у Србији
Регистарске ознаке у Србији се састоје од двословне ознаке града (или општине), потом три или четири цифре и два насумична латинична слова. Таблице су беле боје, оивичена црном линијом и на њој је са леве стране, на плавој подлози, белим словима исписана међународна ознака Србије SRB, црним словима исписана је ознака регистарског подручја, а црним цифрама и словима, између којих је утиснут знак „-”, исписан је регистарски број возила.
Између ознака регистарског подручја и регистарског броја возила утиснут је црвени штит на коме је бели крст између четири оцила бридовима окренутих ка вертикалној греди крста. Ознака регистарског подручја на регистарској таблици исписује се и на ћириличком писму испод утиснутог црвеног штита. Актуелни формат таблица почео је да се примењује од 1. јануара 2011. године, а до те године био је у употреби формат из доба СФРЈ који је са мањим изменама коришћен још од 1961. године.

## Изглед
Регистарски број возила састоји се од ознаке региона, комбинације цифара 0 до 9 на три позиције, тј. четири за Београд, и комбинације слова на две позиције, тј. од AC 001-AA до ZR 999-ZZ или BG 1000-AA до BG 9999-ZZ. До 1. августа 2017. слова регистарског броја су била сва слова латиничног писма која се користе у српском језику сем диграфа („Nj”, „Lj”, „Dž”), а такође су била додата и латинична слова „X”, „Y” и „W”. Тог датума на таблицама су укинута слова „Č”, „Ć”, „Đ”, „Š” и „Ž”, као и „Y” и „W”, док се слово „X” још увек користи. Слова са квачицама се и даље користе у кодовима региона.
Регистарске ознаке за таксисте имају словну ознаку „TX”.
Регистарске таблице за моторна и прикључна возила која не испуњавају прописане услове у погледу димензија (дужине, ширине и висине), односно чија је највећа дозвољена маса већа од 40 тона, израђују се у јарко црвеној боји и на њима је белим словима исписана ознака регистарског подручја, а белим бројевима — регистарски број возила. Такође њихова словна ознака је „OO”.
Ако је на моторном возилу, осим на мотоциклу, израђена површина на задњем делу возила на коју се не може поставити стандардна регистарска таблица, на захтев власника возила може се израдити посебна задња регистарска таблица правоугаоног облика.
Димензије стандардних регистарских таблица за моторна возила су 520,5 са 112,9 милиметара.
|  |  |  |  |  |  |  |  |
|  |  |  |  |  |  |  |  |
|  |  |  |  |  |  |  |  |

## Ознаке на стандардним таблицама
Ово је списак ознака регистарских подручја (односно региона), који се користе у Републици Србији, абецедним редом. Тренутно их има 74.
| Ознака | Стоји за | Регион              | Обухваћене општине | Слика | Напомене                                                                                             |
| ------ | -------- | ------------------- | --- | ----- | --- |
|        |          | Александровац       | Александровац |       | |
|        |          | Алексинац           | Алексинац |       | |
|        |          | Аранђеловац         | Аранђеловац |       | |
|        |          | Бајина Башта        | Бајина Башта |       | У употреби од 21. децембра 2015.                                                                     |
|        |          | Бечеј               | Бечеј |       | |
|        |          | Богатић             | Богатић |       | |
|        |          | Београд             | Барајево, Вождовац, Врачар, Гроцка, Звездара, Земун, Лазаревац, Младеновац, Нови Београд, Обреновац, Палилула, Раковица, Савски Венац, Сопот, Стари Град, Сурчин, Чукарица |       | Таблице издате почев од средине 2016. године имају четири цифре уместо три.                          |
|        |          | Бор                 | Мајданпек, Бор |       | |
|        |          | Бачка Паланка       | Бачка Паланка |       | |
|        |          | Бачка Топола        | Бачка Топола |       | |
|        |          | Бујановац           | Бујановац |       | |
|        |          | Чачак               | Чачак |       | |
|        |          | Ћуприја             | Ћуприја |       | |
|        |          | Горњи Милановац     | Горњи Милановац |       | |
|        |          | Деспотовац          | Деспотовац |       | |
|        |          | Инђија              | Инђија |       | |
|        |          | Ивањица             | Ивањица |       | |
|        |          | Јагодина            | Рековац, Јагодина |       | |
|        |          | Кањижа              | Кањижа |       | |
|        |          | Коцељева            | Коцељева |       | У употреби од 15. новембра 2018.                                                                     |
|        |          | Краљево             | Краљево |       | |
|        |          | Крагујевац          | Баточина, Кнић, Лапово, Рача, Крагујевац |       | |
|        |          | Књажевац            | Књажевац |       | |
|        |          | Кикинда             | Чока, Нови Кнежевац, Кикинда |       | |
|        |          | Кладово             | Кладово |       | |
|        |          | Ковин               | Ковин |       | |
|        |          | Кула                | Кула |       | У употреби од 5. маја 2025. Таблице са ознаком издате на територији општине Кула су још увек важеће. |
|        |          | Крушевац            | Брус, Варварин, Ћићевац, Крушевац |       | |
|        |          | Лебане              | Лебане |       | |
|        |          | Лесковац            | Бојник, Медвеђа, Црна Трава, Лесковац |       | |
|        |          | Лозница             | Крупањ, Љубовија, Мали Зворник, Лозница |       | |
|        |          | Лучани              | Лучани |       | |
|        |          | Нова Варош          | Нова Варош |       | |
|        |          | Неготин             | Неготин |       | |
|        |          | Ниш                 | Дољевац, Гаџин Хан, Мерошина, Ражањ, Сврљиг, Ниш |       | |
|        |          | Нови Пазар          | Нови Пазар |       | |
|        |          | Нови Сад            | Бач, Бачки Петровац, Беочин, Жабаљ, Петроварадин, Србобран, Сремски Карловци, Темерин, Тител, Нови Сад                                                                     |       | |
|        |          | Панчево             | Алибунар, Ковачица, Опово, Панчево |       | |
|        |          | Прибој              | Прибој |       | |
|        |          | Пирот               | Бабушница, Бела Паланка, Димитровград, Пирот |       | |
|        |          | Прокупље            | Блаце, Житорађа, Куршумлија, Прокупље |       | |
|        |          | Параћин             | Параћин |       | |
|        |          | Пожаревац           | Велико Градиште, Голубац, Жабари, Жагубица, Кучево, Мало Црниће, Пожаревац                                                                                                 |       | |
|        |          | Пријепоље           | Пријепоље |       | |
|        |          | Петровац            | Петровац |       | |
|        |          | Пожега              | Пожега |       | |
|        |          | Рашка               | Рашка |       | |
|        |          | Рума                | Ириг, Пећинци, Рума |       | |
|        | ,        | Сента               | Сента, Ада |       | |
|        |          | Сурдулица           | Сурдулица |       | У употреби од 20. августа 2011. године                                                               |
|        |          | Смедерево           | Смедерево |       | |
|        |          | Сјеница             | Сјеница |       | У употреби од 20. августа 2011.                                                                      |
|        |          | Сремска Митровица   | Сремска Митровица |       | |
|        |          | Сомбор              | Апатин, Оџаци, Сомбор |       | |
|        |          | Смедеревска Паланка | Смедеревска Паланка |       | |
|        |          | Стара Пазова        | Стара Пазова |       | |
|        |          | Суботица            | Мали Иђош, Суботица |       | |
|        |          | Свилајнац           | Свилајнац |       | |
|        |          | Шабац               | Владимирци, Шабац |       | |
|        |          | Шид                 | Шид |       | |
|        |          | Топола              | Топола |       | |
|        |          | Трстеник            | Трстеник |       | |
|        |          | Тутин               | Тутин |       | У употреби од 20. августа 2011.                                                                      |
|        |          | Уб                  | Уб |       | |
|        |          | Ужице               | Ариље, Косјерић, Чајетина, Ужице |       | |
|        |          | Ваљево              | Лајковац, Љиг, Мионица, Осечина, Ваљево |       | |
|        |          | Врњачка Бања        | Врњачка Бања |       | |
|        |          | Власотинце          | Власотинце |       | |
|        |          | Велика Плана        | Велика Плана |       | |
|        |          | Врање               | Босилеград, Владичин Хан, Прешево, Трговиште, Врање |       | |
|        |          | Врбас               | Врбас |       | |
|        |          | Вршац               | Бела Црква, Пландиште, Вршац |       | |
|        |          | Зајечар             | Бољевац, Сокобања, Зајечар |       | |
|        |          | Зрењанин            | Житиште, Нови Бечеј, Нова Црња, Сечањ, Зрењанин |       | |

## Косово и Метохија
На територији Косова и Метохије користе се посебне регистарске таблице које издаје Република Косово. Раније је УНМИК издавао посебне таблице за територију покрајине, али српско становништво је закључно са 2023. годином користило таблице које су издавали органи Републике Србије. Тренутни систем је у употреби од децембра 2010. године.
| Ознака | Округ по адм. подели Републике Косово |
| ------ | ------------------------------------- |
| 01     | Приштина                              |
| 02     | Косовска Митровица                    |
| 03     | Пећ                                   |
| 04     | Призрен                               |
| 05     | Урошевац                              |
| 06     | Гњилане                               |
| 07     | Ђаковица                              |

| Ознака | Стоји за | Регион             | Обухваћене општине                                                  |
| ------ | -------- | ------------------ | ------------------------------------------------------------------- |
|        |          | Ђаковица           | Дечани, Ђаковица                                                    |
|        |          | Гњилане            | Витина, Косовска Каменица, Ново Брдо, Гњилане                       |
|        |          | Косовска Митровица | Вучитрн, Звечан, Зубин Поток, Лепосавић, Србица, Косовска Митровица |
|        |          | Пећ                | Исток, Клина, Пећ                                                   |
|        |          | Приштина           | Глоговац, Косово Поље, Липљан, Обилић, Подујево, Приштина           |
|        |          | Призрен            | Гора, Ораховац, Сува Река, Призрен                                  |
|        |          | Урошевац           | Качаник, Урошевац, Штимље, Штрпце                                   |

## Ознаке које су раније биле у употреби
| Ознака | Стоји за    | Регион           | Напомене                                                                 |
| ------ | ----------- | ---------------- | ------------------------------------------------------------------------ |
|        | ()          | Ђаковица         | Замењено 2011. са ĐA, када су уведене нове регистарске таблице.            |
|        |             | Титово Ужице     | Замењено 1992. са (Ужице), када је граду враћено старо име.              |
|        |             | Титова Митровица | Замењено 1991. са (Косовска Митровица), када је граду враћено старо име. |
|        | Svetozarevo | Светозарево      | Замењено 1992. са (Јагодина), када је граду враћено старо име.           |

## Ознаке на дипломатским таблицама
Регистарске таблице за возила дипломатских и конзуларних представништава, мисија страних држава и представништава међународних организација у Републици Србији и њиховог особља, као и страних трговинских, саобраћајних, културних и других представништава, страних дописништава и сталних страних дописника, односно странаца сталних службеника у овим представништвима садрже: 
међународну ознаку Републике Србије, ознаку места регистарског подручја (седиште представништва или боравишта особља), бројчану ознаку земље из које је представништво регистровано у Републици Србији, словну ознаку делатности представништва, односно статуса лица у тим представништвима, регистарски број возила и годину за коју важи регистрација.
Таблице су црне боје са жутим регистарским ознакама, формата 12(3)-А-456. Прва два (или три) броја пружају информацију о држави из које потиче мисија, слово у средини означава тип мисије, а последња три броја редни број регистарске таблице. 
Словне ознаке делатности представништва, односно статуса лица у тим представништвима на регистарским таблицама су следеће:
| Скраћеница | Објашњење |
| ---------- | --- |
|            | ознака за возила у власништву дипломатско-конзуларних представништава, мисија страних држава и представништава међународних организација и њиховог особља које има дипломатски статус (Ambassade)                            |
|            | ознака за возила чији су власници странци који су запослени у дипломатским и конзуларним представништвима, мисијама страних држава и представништвима међународних организација, а немају дипломатски статус (Mission staff) |
|            | ознака за возила у власништву страних културних представништава и страних дописништава (Press) |
|            | допунска плочица за возила којима се користи шеф дипломатског представништва или мисије (Chef de Mission Diplomatique) |
|            | допунска плочица за возила којима се користи особа с дипломатским статусом (Corps Diplomatique) |

Бројевима се означава земља из које мисија потиче:
| Скраћеница | Мисија                                             |
| ---------- | -------------------------------------------------- |
| 10         | Русија                                             |
| 11         | Украјина                                           |
| 12         | Пољска                                             |
| 13         | Малезија                                           |
| 14         | Мађарска                                           |
| 15         | Румунија                                           |
| 16         | Бугарска                                           |
| 17         | Албанија                                           |
| 18         | Чешка                                              |
| 19         | Северна Македонија                                 |
| 20         | Израел                                             |
| 21         | Ангола                                             |
| 22         | Словачка                                           |
| 23         | Босна и Херцеговина                                |
| 24         | Хрватска                                           |
| 25         | Палестина                                          |
| 26         | Португал                                           |
| 29         | Кипар                                              |
| 30         | Уједињено Краљевство                               |
| 31         | Јужна Кореја                                       |
| 32         | Финска                                             |
| 33         | Шведска                                            |
| 34         | Норвешка                                           |
| 35         | Данска                                             |
| 36         | Холандија                                          |
| 37         | Белгија                                            |
| 38         | Шпанија                                            |
| 39         | Француска                                          |
| 40         | Немачка                                            |
| 41         | Италија                                            |
| 42         | Ватикан                                            |
| 43         | Швајцарска                                         |
| 44         | Аустрија                                           |
| 47         | Грчка                                              |
| 48         | Турска                                             |
| 49         | Кувајт                                             |
| 50         | Словенија                                          |
| 51         | Гвинеја                                            |
| 53         | Пакистан                                           |
| 54         | Шри Ланка                                          |
| 55         | Белорусија                                         |
| 56         | Северна Кореја                                     |
| 60         | Сједињене Америчке Државе                          |
| 62         | Нигерија                                           |
| 63         | Канада                                             |
| 64         | Аргентина                                          |
| 65         | Бразил                                             |
| 66         | Мексико                                            |
| 70         | УНДП Програм Уједињених нација за развој           |
| 70         | УНИЦЕФ                                             |
| 71         | Еквадор                                            |
| 72         | Куба                                               |
| 76         | Перу                                               |
| 77         | Високи комесар Уједињених нација за избеглице      |
| 78         | Аустралија                                         |
| 79         | Либија                                             |
| 80         | Алжир                                              |
| 81         | Египат                                             |
| 82         | Зимбабве                                           |
| 83         | Иран                                               |
| 84         | Индија                                             |
| 85         | Мјанмар                                            |
| 86         | Јапан                                              |
| 88         | Кина                                               |
| 89         | Индонезија                                         |
| 90         | Сирија                                             |
| 91         | Либан                                              |
| 92         | Тунис                                              |
| 93         | Мароко                                             |
| 94         | Гана                                               |
| 98         | Ирак                                               |
| 99         | ДР Конго                                           |
| 101        | Европска унија                                     |
| 102        | УН Светски програм за храну                        |
| 104        | ЕЦПД                                               |
| 105        | ЕАР                                                |
| 105        | СЕЕД                                               |
| 111        | ОЕБС                                               |
| 118        | Међународни комитет Црвеног крста                  |
| 119        | Међународна организација за миграције              |
| 120        | Црвени крст и полумесец                            |
| 121        | Уједињене нације                                   |
| 121        | Међународни кривични трибунал за бившу Југославију |
| 123        | Високи комесар Уједињених нација за избеглице      |
| 125        | Европска банка за обнову и развој                  |
| 127        | Савет Европе                                       |
| 128        | Међународна финансијска корпорација                |
| 129        | Светска банка                                      |
| 130        | Канцеларија за царинску и финансијску помоћ ЕУ     |
| 135        | Посматрачка мисија                                 |
| 136        | Канцеларија УН                                     |
| 137        | Малезија                                           |
| 138        | Уједињене нације                                   |
| 141        | Црна Гора                                          |
| 144        | Сједињене Америчке Државе                          |
| 150        | Азербејџан                                         |
| 166        | Уједињене нације                                   |

Осим ових ознака, „дипломатске“ таблице на свом левом крају садрже исписане мањим писмом ознаку града, односно регистарског подручја где возило регистровано (нпр. БГ), као и задње две цифре године за коју је регистровано (нпр. 11).

## Нове регистарске ознаке
Првобитним Правилником о утврђивању регистарских подручја, који је требало да важи од 15. децембра 2007. године, било је предвиђено постојање 34 регистарских подручја, односно укидање извесног броја ознака. 
Без регистарске ознаке је требало да остану: Аранђеловац, Вршац, Горњи Милановац, Лозница, Параћин, Прибој, Рума и Трстеник.
Губљење регистарских ознака је изазвало негативне реакције јавности, па је убрзо тај Правилник стављен ван снаге.
Усвајањем новог Закона о безбедности саобраћаја на путевима 2008. године, усвојен је и нови Правилник о утврђивању регистарских подручја, чиме је њихов број повећан за 33 подручја, те је укупан број регистарских подручја у Србији 74. На иницијативу грађана општине Нова Варош, овај град је добио своју регистарску ознаку, па је број регистарских подручја повећан на 75.
Издавање нових регистарских таблица (по димензијама, садржају и фонту), усклађеним са новим регистарским подручјима, почело је 1. јануара 2011. године.

## Галерија
- Обична таблица
- Таблица за пољопривредна возила
- Таблица за мопеде
- Таблица за мотоцикле
- Таблица за приколице
- Београдска таблица за такси
- Новосадска таблица за такси
- Обична таблица за такси
- Таблица за историјско возило (олдтајмер, од 2025)
- Таблица за полицијска возила
- Таблица за војна возила
- Таблица за дипломатска возила